# Pietitunturi
Pietitunturi är en kulle i Finland.   Den ligger i den ekonomiska regionen Norra Lappland och landskapet Lappland, i den norra delen av landet, 800 km norr om huvudstaden Helsingfors. Toppen på Pietitunturi är 296 meter över havet.
Terrängen runt Pietitunturi är huvudsakligen platt, men norrut är den kuperad.  Trakten runt Pietitunturi är nära nog obefolkad, med mindre än två invånare per kvadratkilometer. Det finns inga samhällen i närheten. 